# Kita Airport
Kita Airport är en flygplats i Mali.   Den ligger i regionen Kayes, i den sydvästra delen av landet, 170 km väster om huvudstaden Bamako. Kita Airport ligger 350 meter över havet.
Terrängen runt Kita Airport är platt åt nordost, men åt sydväst är den kuperad. Runt Kita Airport är det ganska glesbefolkat, med 47 invånare per kvadratkilometer. Närmaste större samhälle är Kita, 3,6 km söder om Kita Airport. Omgivningarna runt Kita Airport är en mosaik av jordbruksmark och naturlig växtlighet.